# Czeizel Endre
Czeizel Endre (Budapest, 1935. április 3. – Budapest, 2015. augusztus 10.) magyar orvos-genetikus, az orvostudományok kandidátusa, az MTA doktora, címzetes egyetemi tanár, a Prof. Czeizel Endre Egészségmegőrzési és Diagnosztikai Központ névadója.

## Életútja

### Ifjúkora és tanulmányai
Apja, Czeizel Ignác német (cipszer) gyökerű római katolikus festő-mázoló-tapétázó iparos volt, aki bátyjával együtt vezette az ő apja, Czeizel János által 1912-ben alapított Czeizel és Erischel nevű, 80-100 alkalmazottat is foglalkoztató céget. Anyja varrónő volt. Ötéves volt, amikor öccse, Tamás született.
Az Áldás utcai, majd a Fenyves úti elemi iskolában kezdte tanulmányait, majd a nyolcosztályos cisztercita gimnáziumban tanult tovább. A gimnázium államosítása után a Keleti Károly utcai II. Rákóczi Ferenc iskolába helyezték át.
A gimnáziumba először mint kapitalista származásút nem akarták felvenni, végül a "Jó tanulási érdemérme" miatt mégis gimnazista lett. A középiskolában kezdett el futballozni a Vasasban. Tizennyolc éves korában tagja volt annak a csapatnak, amelyik megnyerte az ifibajnokságot, a Ferencváros elleni döntőben Czeizel két gólt rúgott. 1953-ban kitűnőre érettségizett, de a Semmelweis Orvostudományi Egyetemre (eredetileg történész akart lenni, apja javaslatára tanult mégis orvosnak) családi háttere miatt nem jelentkezhetett, csak sportkapcsolatai révén vették fel végül. Az egyetem első évében a sport fontosabb volt számára a tanulásnál, de egy hepatitiszfertőzés után mája maradandó károsodást szenvedett, nem volt elég állóképessége végigfutni a mérkőzéseket, ezért le kellett mondania arról az álmáról, hogy válogatott lehessen. Az erős versenyszellemű, tehetséges Czeizel onnantól arra koncentrált, hogy kiváló orvos legyen. Országos tanulmányi versenyeket nyert és már harmadéves korától demonstrátorként oktatott az egyetem Anatómiai Intézetében. Ekkor kezdte kutatásait is, első tudományos cikkei a női nemi szervek nyirokrendszeréről német nyelvű folyóiratokban is megjelentek.
Az 1956-os forradalom alatt sebesültszállító volt, felkelőket és szovjet katonákat egyaránt szállított az egyetem Baross utcai sebészeti klinikájára, ahol szerelme, Gerőfi Judit (később felesége) asszisztenskedett a műtéteknél. A forradalom leverése után az első diákgyűlésen felszólalt, és fenntartotta, hogy '56 októberében nem ellenforradalom, hanem forradalom történt. Ennek az egyetem elvégzése után lett következménye, amikor a rendőrségre is behívták, és a pártbizottság megakadályozta, hogy a SOTE-n dolgozhasson tanárként és kutatóként. Még egyetemistaként kezdett el dolgozni a János kórház szülészeti osztályán, eközben az Anatómiai Intézetben folytatta kutatásait és 1959-ben summa cum laude orvosi diplomát kapott.

### Tudományos munkássága

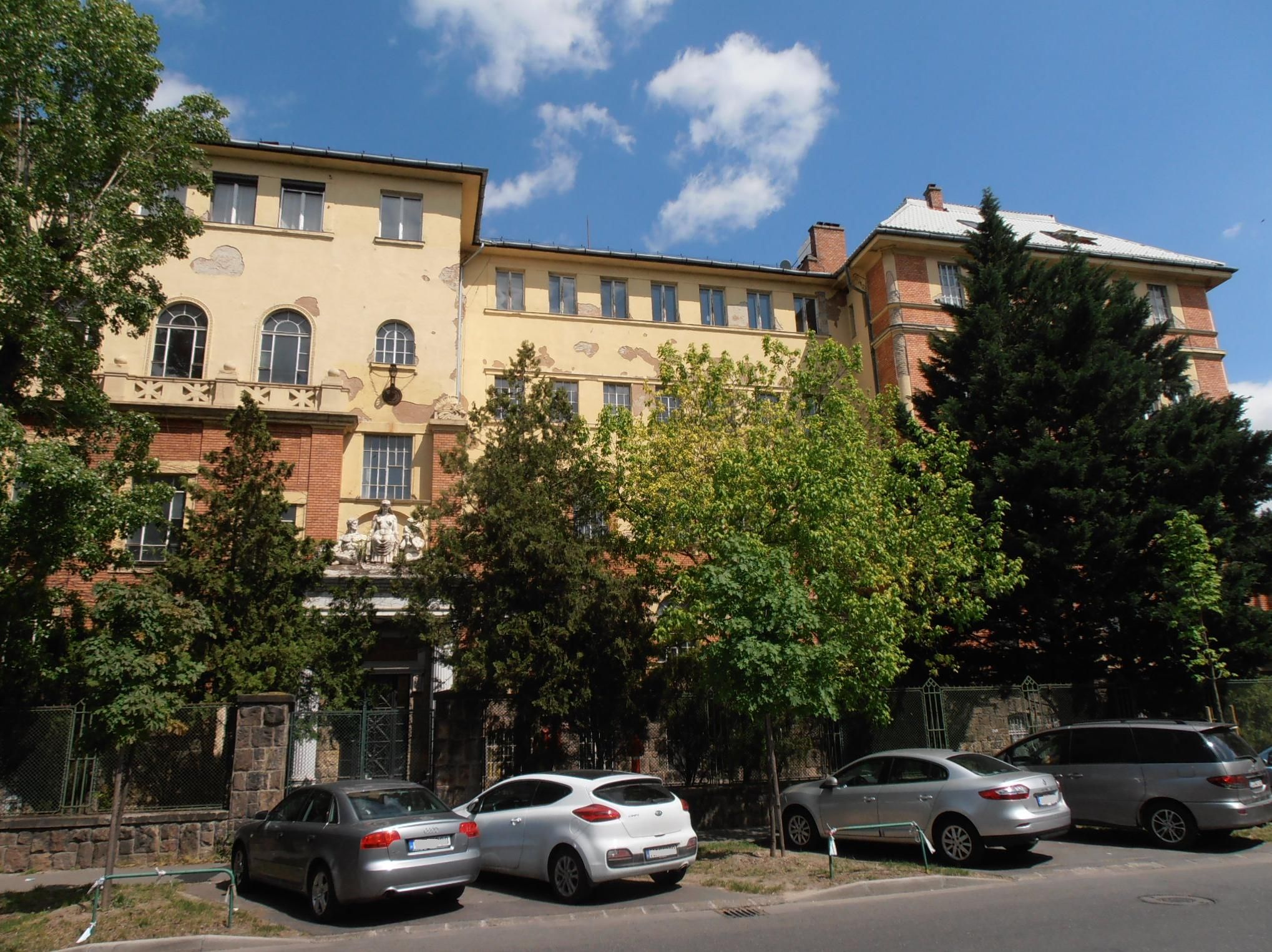
Az Országos Közegészségügyi Intézet épülete

Miután politikai kiállása miatt az egyetemi pályától eltiltották, 1959-től az Országos Közegészségügyi Intézet élettani osztályán helyezkedett el kutatóként. A máj regenerációs képességét vizsgálta különböző körülmények között, többek között röntgensugárzás hatására. Eredményeiből írt első angol nyelvű cikke a rangos nemzetközi folyóiratban, a Nature-ben jelent meg. Emellett mellékállásban továbbra is szülészorvosként dolgozott a János kórházban, és a terhes nőktől levett vérmintákból az OKI-ban teljes epidemiológiai szűrővizsgálatokat végzett (toxoplazmózis, liszteriózis, brucellózis stb). Harmincéves korában beadott kandidátusi disszertációját is ebből a témából (fertőző ágensek okozta magzati károsodások) írta. Magzatokkal végzett munkája vezette a genetika területére, amely akkor Magyarországon (és általában a keleti blokk területén) félig-meddig ismeretlen területnek számított, miután a harmincas évek fasiszta propagandája, majd a Liszenkó-féle áltudomány után nagyon kevesen foglalkoztak vele tudományos igényességgel. Az 1960-as évek elejétől azonban (részben Nyikita Hruscsov szovjet pártvezető engedélye után) változott a helyzet. Czeizel 1965-ben részt vett egy dán genetikusok által tartott magyarországi továbbképzésen, majd 1969-ben ösztöndíjjal kiutazhatott Dániába, 1971-ben pedig az Egyesült Királyságba. Edinburgh-ban azt a Patricia Jacobsot látogatta meg, aki a túlzott agresszivitást kiváltó dupla Y-kromoszómás károsodást vizsgálta többek között a bűnözőkben. Hazatérte után Czeizel maga is kromoszómavizsgálatokkal kezdett foglalkozni, és rájött, hogy az elvetélt magzatok felében súlyos kromoszómarendellenességek figyelhetők meg. 1969-től ő vezette a hét évvel korábban létrehozott veleszületett rendellenességek országos nyilvántartását. A Sárkány Jenő (a Heim Pál kórház igazgatója) által elindított rendszerben minden fejlődési rendellenességet kötelező volt bejelenteni. A Czeizel által lelkiismeretesen vezetett átfogó nyilvántartás akkor világviszonylatban egyedülálló volt (a nyugati országokban a kötelező bejelentés hiánya, keleten a szakemberhiány okozott gondot, azóta többek között Czeizel nemzetközi szervezőmunkájának köszönhetően már 38 országban létezik a fejlődési rendellenességek regisztere), és a hetvenes években ennek segítségével jöttek rá, hogy abortuszhoz használt ösztrogéninjekció végtaghiányos gyerekek születését okozhatja. Szintén a nyilvántartás hívta fel a figyelmet, hogy Rinyaszentkirályon rendkívül magas volt a Down-szindrómával és más kromoszómaaberrációval születő gyerekek száma. Czeizel ezt a helyi halastóban nagy mennyiségben használt parazitairtónak, a trichlorfonnak tulajdonította (a trichlorfon genetikai károsító hatását később nem sikerült biztonsággal bizonyítani, ma veszélyességi besorolásában nincs erre utaló R mondat). 1973-ban létrehozták az OKI-ban a humángenetikai és teratológiai laboratóriumot, amelyet Czeizel vezetett (1984-ben osztállyá lépett elő és WHO Együttműködési Központjának jelölték ki). 1978-ban akadémiai doktori címet szerzett. 1980-tól kezdve vizsgálta a gyógyszertúladagolással öngyilkossági kísérletet elkövetett terhes nők esetében a nagy adag gyógyszer magzatokra gyakorolt hatását (összesen 1044 esetben). 1983-tól részt vett egy nemzetközi populációgenetikai kooperációban, amely 26 genetikai marker elterjedését vizsgálta világszerte; Czeizel a magyar mintákat szolgáltatta.

### Televíziós szereplései

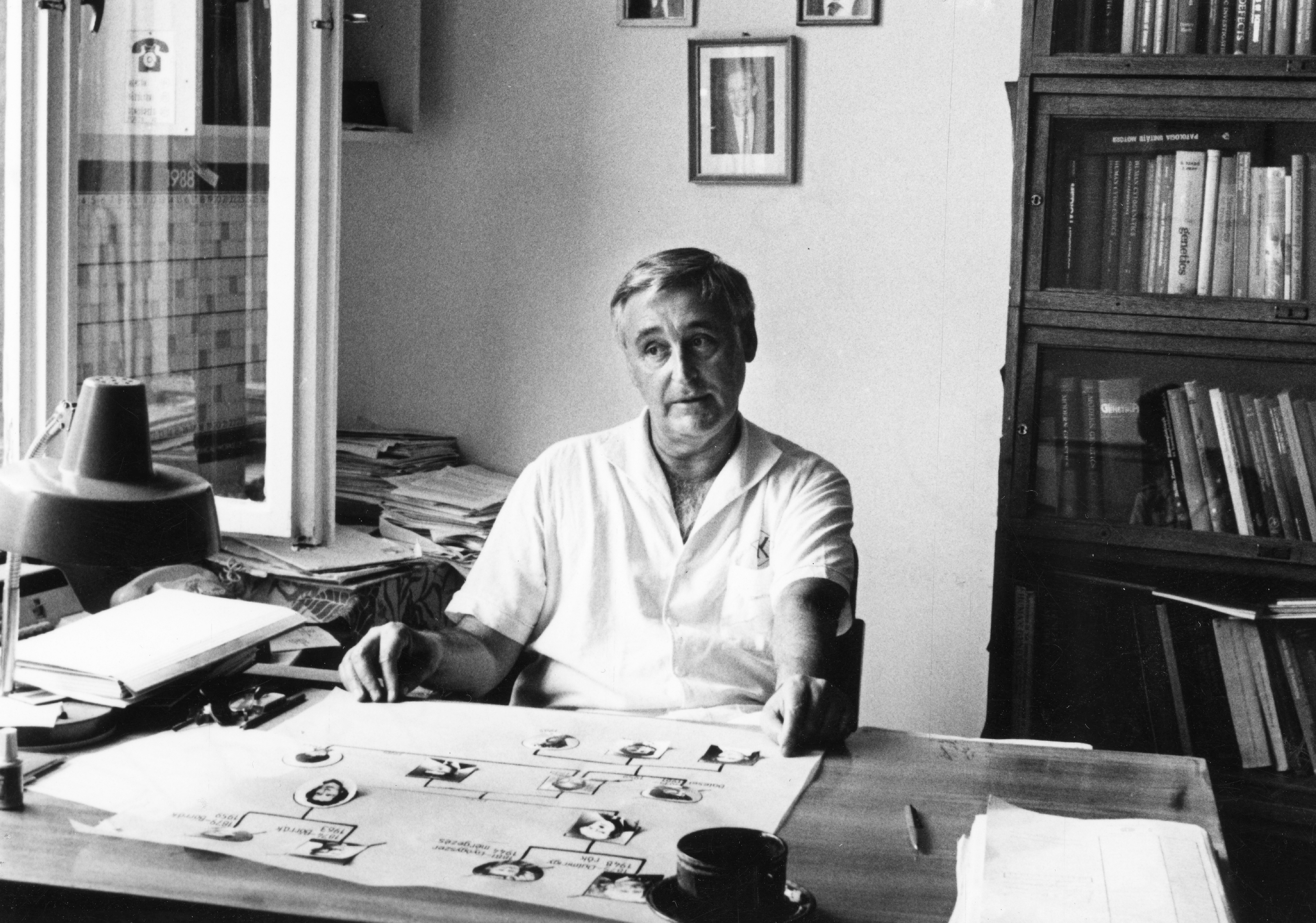
Czeizel Endre 1988-ban

Czeizel az OKI-ban rendszeresen nyilatkozott az újságíróknak különböző fertőző betegségekről, oltásokról, ahogy ő fogalmazott "amolyan szóvivő" volt. Amikor az 1973-ban politikai döntést hoztak a genetika népszerűsítéséről, szakmai érintettsége és szereplési rutinja alapján őt kérték fel egy tévésorozat, Az öröklődés titkai vezetésére. A nyolcrészes sorozatot hétfő esténként főműsoridőben adták, nagy sikert aratott (bár akkor csak egy tévécsatorna volt még), és nívódíjjal is jutalmazták. Utána készült a tíz epizódból álló Születésünk titkai, amelyben Czeizel családtervezésről, genetikai tanácsadásról beszélt és nézettsége az előző sorozatét is meghaladta. Hatására az OKI genetikai tanácsadójának forgalma megtízszereződött, emiatt kénytelenek voltak kiköltöztetni az intézetből és külön szervezetként a XIV. kerületben elhelyezni, ahol az Uzsoki kórház irányítása alá került. Czeizel ezután kidolgozott egy családtervezési programot, amely az 1973-ban bevezetett kötelező orvosi tanácsadást váltotta volna fel. Miután programját a WHO rendelkezésére bocsátotta, 1982-ben az felkérte Magyarországot a családtervezési modell kipróbálására; programvezetőnek Czeizelt nevezték meg. 1984-ben kinevezték a WHO Európai Együttműködési Központjának igazgatójává és elindult az Optimális Családtervezési Modell. A program hatására a fejlődési rendellenességek és koraszülések száma megfeleződött. A 80-as évek végén Csehák Judit egészségügyi miniszter engedélyezte 34 családtervezési központ létrehozását, de a rendszerváltás miatt ezek már nem jöttek létre, illetve a családvédelmi központok genetikai tanácsadás helyett csak az abortusszal kapcsolatosan tájékoztatták a gyereket vállalókat.
Az 1975-ös Születésünk titkai után 1981-ben újabb ismeretterjesztő tévésorozat készült Czeizel Endre vezetésével, a Jövőnk titkai; nyolc évvel később a fő halálokokkal foglalkozó Az élet él és élni akar, majd a szexuális felvilágosító Ki viszi át a szerelmet?. Az Egészséget mindenkinek már a rendszerváltás után készült.
1963 és 1978 között az OKI szakszervezeti titkára volt, utána rövid ideig tagja volt a Szakszervezetek Országos Tanácsának. 1973-ban belépett az MSZMP-be, de az 1980-as években már nem járt el a gyűlésekre, ezért kizárták.

### A magzatvédő vitamin
Az 1980-as években kutatási kooperációba lépett az angol Richard W. Smithellsszel, aki feltételezte, hogy a terhesség alatt adott folsavval meg lehet előzni az idegrendszeri fejlődési rendellenességek nagy részét, elsősorban az idegcső-záródás hibáját. Czeizel 1984-ben kezdte el az elmélet klinikai tesztelését azzal, hogy a családtervezési központban jelentkező párokat (összesen 5502-t) bevonta a vizsgálatba. A kettős vak teszt 1990-re szignifikáns eredményt hozott, a kontrollcsoportban hat idegrendszeri fejlődési rendellenesség történt, a folsavas csoportban pedig egy sem. Utólagos kutatások szerint a folsav védőhatása annak köszönhető, hogy egyes emberekben hibás a metionin aminosav metabolitját, a homociszteint lebontó enzimkomplexum génje, és a folsav képes ezt mégis aktiválni, így a magzatban nem halmozódik fel a fejlődési problémákat okozó homocisztein. A folsavat tartalmazó multivitamin-készítmények szedése a terhesség alatt az 1990-es években az egész világon elterjedt; Kínában kötelezővé tették a várandósoknak, az USA-ban a lisztbe keverik. Magyarországon viszonylag alacsony szinten maradt, és az is inkább csak addig tartott, amíg Czeizel aktívan kampányolt az érdekében (a terhes nők 12%-a, nyugdíjba vonulása után, 2003-ban 6%-ra csökkent).

### A rendszerváltás után
Czeizel még a rendszerváltás előtt összebarátkozott Antall Józseffel, akkor, amikor Antall a Semmelweis Orvostörténeti Múzeum igazgatója volt; havonta összejártak. Állítása szerint az MDF kormányra kerülése után Antall felajánlotta neki az egészségügyi miniszteri posztot, amit azonban ő nem vállalt el; részben mert egy ideig MSZMP-tag volt (így támadható), másrészt inkább kutatónak érezte magát, mint adminisztrátornak. Egyik interjújában arról is beszélt, hogy 2004-ben Gyurcsány Ferenc miniszterelnök is felkérte, hogy legyen egészségügyi miniszter, de ekkor is nemet mondott.
A WHO szakértőjeként 1994-től 2001-ig évente jelentős időt töltött Abu-Dhabiban, Kuvaitban és Bahreinben az arab országok fejlődési rendellenesség-regiszterének összeállításában segédkezve. 1996-tól a Nemzeti Egészségvédelmi Intézet főigazgatója. Ezalatt elindított a nemzeti alaptanterv részeként egy családtervezési és szexuális felvilágosító programot, amit az 1998-as kormányváltás után leállítottak. Ugyanebben az évben Czeizel nyugdíjba vonult, és zsenik, híres művészek, tudósok életét kezdte el kutatni, és a tehetségek felismeréséről, gondozásáról írt könyveket.
2001-ben tagja volt annak az ENSZ-bizottságnak, amely Irakban vizsgálta ki az öbölháborúban alkalmazott uránlövedékek okozta genetikai rendellenességeket; erre azonban nem találtak bizonyítékot.

## A Czeizel-ügy
Czeizel 1990-ben Csehák Judit támogatásával indított egy programot, amelyben a rendkívül elterjedt abortuszok számát akarták csökkenteni, és a nem kívánt gyereket hordó terhes nőket örökbefogadni kívánó párokkal hozták össze. A program nem volt túl sikeres, kb. 70 abortuszt tudtak így megelőzni. Ennek alapján vette fel vele a kapcsolatot az amerikai Gáti Mariann, aki amerikai pároknak közvetített örökbefogadandó (főleg cigány) gyerekeket. Négy ilyen kiutaztatásra került sor, mielőtt jogi aggodalmak miatt Czeizel családtervező központja kiszállt az ügyletből, amelyben a költségek fedezésére ötezer dollárt kapott.
1995-ben a rendőrség nyomozást indított ellene, emberkereskedelemmel (hivatalosan családi állás megváltoztatásával) vádolták, vagyis hogy pénzért gyerekeket közvetít külföldre. A bíróság első fokon bűnösnek találta és másfél év szabadságvesztésre ítélte, amit két évre felfüggesztettek. Végül hétéves pereskedés után másodfokon 200 ezer forint pénzbüntetésre ítélték.

## Életműve
Czeizel Endre saját bevallása szerint öt teljesítményére volt büszke:
- a Veleszületett Rendellenességek Országos Nyilvántartása (ma a Nemzeti Egészségfejlesztési Intézetben működik)
- a gyógyszerek fejlődési rendellenességeket okozó kóroki monitorának létrehozása  (megszűnt)
- a genetikai tanácsadás megindítása
- a családtervezési szolgáltatások országos rendszere (megszűnt)
- a folsav magzatvédő hatásának felismerése (Európában Magyarországon az egyik legalacsonyabb az alkalmazása)

A 2000-es évek végére úgy érezte, hogy szinte mindent leromboltak, amin dolgozott, ahogyan mondta: „öt várat építettem fel életemben, és ezek lényegében romokban hevernek”.

## Szakmai előmenetele
- 1966: az orvostudományok kandidátusa
- 1978: az orvostudományok akadémiai doktora (MTA)
- címzetes egyetemi tanár, az ELTE humángenetikai doktori iskolájának vezetője[18]

## Magánélete
Első feleségével, Gerőfi Judittal 1958. december 31-én kötött házasságot. Három gyermekük született, Czeizel Gábor (*1961), színházi rendező, nyíltan vállalja homoszexualitását, Czeizel Balázs (*1962) vizuális művészetekkel foglalkozik, Czeizel Barbara pedig gyógypedagógus, aki korábban Fodor Gáborral, a Szabad Demokraták Szövetsége és a Magyar Liberális Párt volt elnökével, korábbi oktatási miniszterrel élt házasságban. Judit 1981-ben hunyt el. 
Második felesége Mécs Erzsébet, akivel közös gyermekük nem született. 
2001-ben ismerkedett meg a nála 43 évvel fiatalabb joghallgatóval, Dórával, akitől két gyermeke született: András (2006) és Fanni (2014).

## Halála

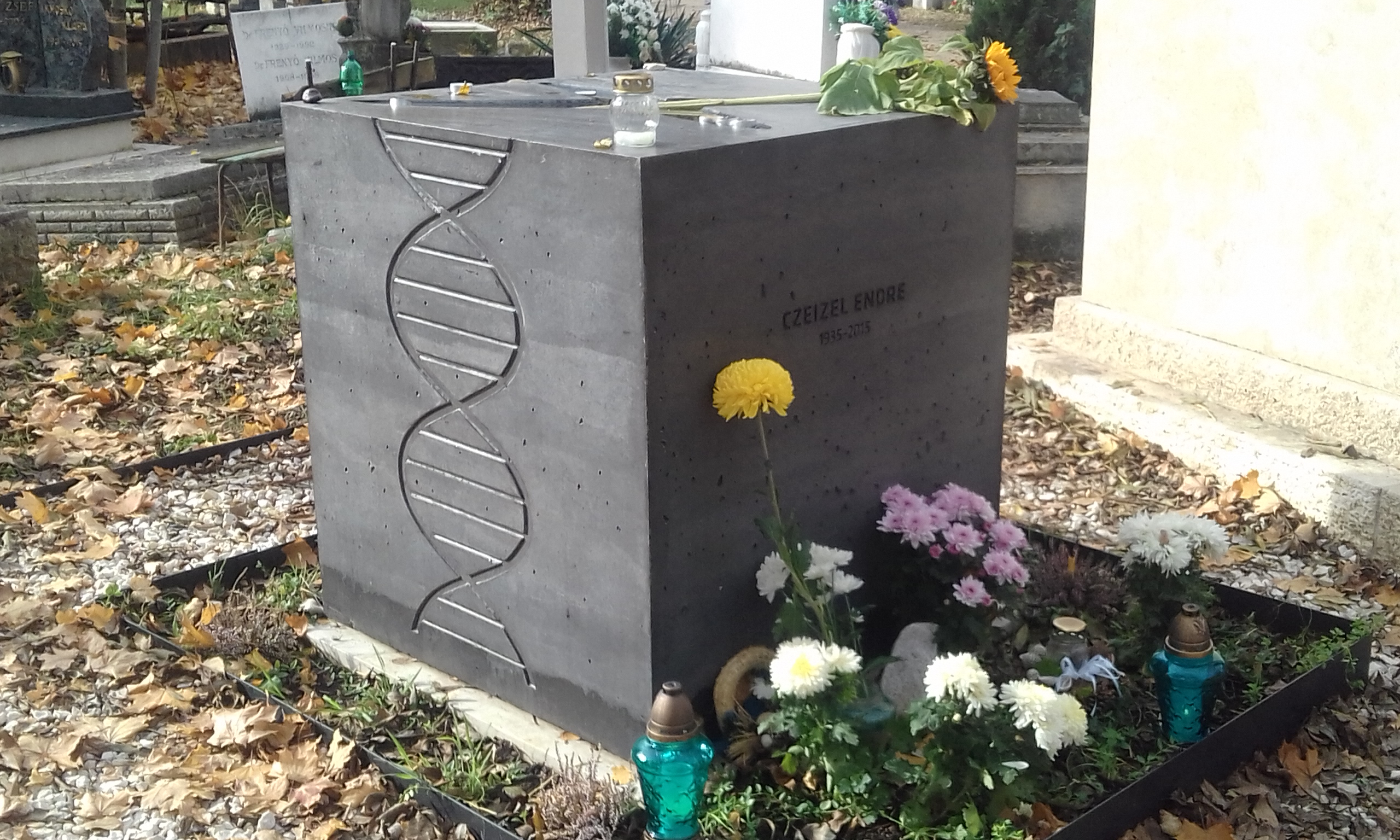
Sírja az Óbudai temetőben

2013 májusában leukémiát diagnosztizáltak nála. Betegsége alatt az addig magát ateistának valló Czeizel visszatért eredeti katolikus hitéhez. Világnézetének megváltozásáról 2014-ben nyilatkozott az origo.hu hírportálnak. Két kemoterápiás kezelés és egy csontvelő-átültetés után 2015. augusztus 10-én, hétfő hajnalban hunyt el, életének 81. évében a Szent László Kórház hematológiai és őssejt-transzplantációs osztályán. 2015. szeptember 11-én kísérték utolsó útjára az Óbudai temetőben. Római katolikus szertartás szerint helyezték nyugalomra, temetésén számos közéleti személyiség is jelen volt. Végleges, kő síremléke 2019-ben készült el. Sírja a 30-III-0-7 parcellában található.

## Főbb művei

### Magyarul
- Czeizel Endre–Dénes János–Szabó Lajos: Veleszületett rendellenességek; Medicina, Bp., 1973
- Czeizel Endre–Magyar Pál: A születendő gyermek védelmében. Útmutató a minőségi családtervezéshez; Medicina, Bp., 1974
- Az emberi öröklődés; Gondolat, Bp., 1976
- Az öröklődés titkai; RTV-Minerva, Bp., 1976
- Születésünk titkai; RTV-Minerva, Bp., 1977
- A gyermekvárás felelőssége. Képes útmutató a családtervezéshez; Medicina, Bp., 1977
- Genetika és társadalom; Magvető, Bp., 1977 (Gyorsuló idő)
- Az orvos-genetikus szemével (1980)
- Genetikai tanácsadás. Elmélet és módszer; Medicina, Bp., 1981 (Aesculap)
- Az emberi öröklődés; 2. jav. kiad.; Akadémiai, Bp., 1983
- Egy orvosgenetikus etikai gondjai (1983)
- Jövőnk titkai; RTV-Minerva, Bp., 1984
- Az érték bennünk van (1984)
- Az egészséges utódokért. Az optimális családtervezés; Kossuth–MNOT, Bp., 1986
- Genetikai tanácsadás. Gyakori rendellenességek és betegségek; Medicina, Bp., 1987 (Aesculap)
- "Az élet él és élni akar". Egészséget mindenkinek!; RTV-Minerva, Bp., 1987
- A csókok átka (1989)
- A kivételes tehetség hasznáról és káráról. Tisztelgés Gruber Béla életműve előtt; Corvina, Bp., 1988 (Irisz)
- Ki viszi át a szerelmet? Felkészülés a családi életre. Tudnivalók és tanácsok 14-18 éves lányok és fiúk részére; előszó Csehák Judit; Háttér, Bp., 1989 (Háttér könyvek)
- A magyarság genetikája (1990, majd 2003)
- A zenei tehetség gyökerei. A Mahler Marcell Tehetséggondozó Alapítvány emlékkötete; szerk. Czeizel Endre, Batta András; Mahler Marcell Alapítvány–Arktisz, Bp., 1992
- Családfa. Honnan jövünk, mik vagyunk, hová megyünk?; Kossuth, Bp., 1992
- Az érték – még mindig – bennünk van; Akadémiai, Bp., 1994
- Czeizel Endre–Czeizel Barbara: Hogyan segíthetek gyermekemen? Tanácsok különleges gyermekek szüleinek; Magyar Mediprint–Gondolat, Bp., 1995
- Czeizel Endre–Erős Erika: Számadás a tálentomról. A Karinthy család genetikai elemzése; Corvina, Bp., 1995
- Tájékoztató gyermeket tervező daganatos betegek számára; "Örökletes Ártalmak Társadalmi Megelőzése" Alapítvány–"Egészséges Ifjúságért" Alapítvány, Bp., 1995
- Felkészülés a családi életre; Corvina, Bp., 1996
- Az eufénika. A genetikai megelőzés új lehetősége; Balassi, Bp., 1996
- Optimális családtervezési szolgáltatás. Védőnők számára készített jegyzet; szerk. Czeizel Endre; Nevi–MAVE, Bp., 1997
- Sors és tehetség; Fitt Image–Minerva, Bp., 1997
- Szent-Györgyi Albert; Műszaki, Bp., 1997 (Magyar feltalálók, találmányok)
- Felkészülés a családi életre; 2. átdolg. kiad.; Corvina, Bp., 1998
- Költők, gének, titkok. A magyar költő géniuszok családfaelemzése; Galenus, Bp., 2000
- A végtaghiányos fejlődési rendellenességek okai és megelőzése; A Végtaghiányos Gyermekekért Alapítvány, Bp., 2000
- Aki költő akar lenni, pokolra kell annak menni? Magyar költő-géniuszok testi és lelki betegségei; GMR Reklámügynökség, Bp., 2001
- Várandósgondozás a gyógyszertárban; Dictum–Magyar Gyógyszerészeti Társaság, Bp., 2001 (Bibliotheca pharmaceutica)
- A gének titkai (2001)
- Tudósok, gének, dilemmák. A magyar származású Nobel-díjasok családfaelemzése; közrem. Bárdossy Péter, Bodnár Mária, családfák rajz. Takátsné Papfalvy Edit; Galenus, Bp., 2002
- A magyarság genetikája; 2. korszerűsített kiad.; Galenus, Bp., 2003
- Sors és tehetség (2004)
- A Czeizel ügy. Pályám tükrében; Galenus, Bp., 2004
- Élet/leltár. A magzatok védelmében; közrem. Borus Judit; Arktisz, Bp., 2005
- Tudósok, gének, tanulságok. A magyar természettudós géniuszok családfaelemzése; közrem. Bárdossy Péter, Bodnár Mária; Galenus, Bp., 2006
- Festők, gének, szégyenek. Magyar festőművész-géniuszok családfaelemzése; Galenus, Bp., 2007
- A magyar festőművész-géniuszok sorsa (2009)
- Vogt Gábor–Kádasi Ľudovit Lajos–Czeizel Endre: A szem fejlődési rendellenességei. Magyarországi gyakoriságuk, genetikai és külső kórokaik, megelőzési lehetőségeik; Medicina, Bp., 2009
- Matematikusok, gének, rejtélyek. A magyar matematikus-géniuszok elemzése; közrem. Tusnády Gábor; Galenus, Bp., 2011
- A magyar költőgéniuszok sorsa (2012)[28]
- Medicinák (gyógyszerek és védőszerek) várandósság alatti alkalmazásának haszna és veszélye; Dictum, Bp., 2012
- Czeizel Endre–Bárdossy Péter: Kertész Imre és a sors. Mit adtak a magyar zsidó-géniuszok kultúránknak?; Galenus, Bp., 2014
- Zeneszerzők, gének, csodák; Galenus, Bp., 2014
- Czeizel Endre–Páskuné Kiss Judit: A tehetség definíciói, fajtái; Didakt, Debrecen, 2015
- Tehetség, talentum. Jó szerencse, semmi más?; Galenus, Bp., 2015
- Két életem, egy halálom. Orvoslásról, vádakról, szerelemről, halálról, életről; lejegyezte M. Kiss Csaba; XXI. Század, Bp., 2015

### Angolul
677 publikáció, köztük
- Aetiological Studies of Isolated Common Congenital Abnormalities in Hungary (1985)
- Multiple Congenital Abnormalities (1988)
- The Right to be Born Healthy (1988)
- Genetics of the Hungarian population. Ethnic aspects, genetic markers, ecogenetics and disease spectrum; szerk. Czeizel Endre, Heide-G. Benkmann, H. Werner Goedde; Springer–Akadémiai, Berlin–Bp., 1991

## Díjai, elismerései[29]
- SZOT-díj (1977)
- Ifjúsági díj (1987)
- Március 15-e Emlékérem (1987)
- Ifjúságért Érdemérem (1987)
- Fényes Elek-emlékérem (1988)
- Kiváló orvos (1988)
- Markusovszky-díj (1970, 1973)
- A Magyar Köztársasági Érdemrend tisztikeresztje (1995)
- Gyermekekért Díj (1996)
- Joseph P. Kennedy, Jr. Alapítvány díja (2000)
- A Magyar Köztársasági Érdemrend középkeresztje (2005)
- Hazám-díj (2011)
- Radnóti Miklós antirasszista díj (2012)
- Semmelweis-díj (2014)
- MSZP Közéleti Díj (2015)[30]